# Пикулин, Виталий Владимирович
Пикулин, Виталий Владимирович (укр. Пікулін Віталій Володимирович ; род. 10 октября 1971, Ленинград) — украинский военный деятель, заместитель командующего Сил специальных операций Украины, полковник Вооружённых сил Украины.

## Биография
Пикулин Виталий Владимирович родился 10 октября 1971 года в Ленинграде. Служил в 10-й отдельной бригаде специального назначения, директивой Министра обороны Украины от 3 июня 1998 года 10-я бригада специального назначения была переформирована в 1-й отдельный полк специального назначения, который 7 сентября 2000 года получил наименование 3-го полка специального назначения. До 2016 года был командиром 3-го полка. Под командованием Пикулина бойцы 3-го полка ежегодно занимали призовые места и во время профессиональных международных и отечественных соревнований разведывательных подразделений. На момент начала антитеррористической операции на востоке Украины, 3-й полк специального назначения считался одним из самых боеспособных подразделений на Украине. Виталий Владимирович Пикулин принимал активное участие в Вооружённом конфликте на востоке Украины. В 2016 году стал начальником управления Сил специальных операций. В данный момент является заместителем командующего Сил специальных операций Украины. По мимо своей основной деятельности занимается развитием спортивных и детских военно-патриотических организаций.

### Участие в Вооружённом конфликте на востоке Украины
7 апреля 2014 года бойцы 3-го полка под командованием Виталия Пикулина прибыли в город Донецк. С конца апреля 2014 года Донецкий аэропорт был взят под контроль подразделений 3-го полка, для создания препятствий вероятному преземлению в аэропорту, военных самолётов, из Российской Федерации.  В ночь с 25 на 26 мая вооружёнными сепаратистами была осуществлена попытка захвата аэропорта. Примерно в три часа ночи 26 мая передовой отряд из 80 человек частично занял здание нового терминала. Кировоградский спецназ при этом продолжал контролировать старое здание аэропорта и его окрестности, оборудовав там огневые точки. Примерно в 7 часов утра прибыло подкрепление, в состав которого входили добровольцы из России. Начался бой между военными и ополченцами. Примерно в 11 часов утра по новому терминалу был нанесён авиаудар штурмовиками Су-25 и вертолётами Ми-24, что привело к значительным потерям среди ополченцев. В результате боя, силы ВСУ сохранили контроль над аэропортом, при этом сепаратисты потеряли более 50 человек убитыми. 5 июля 2014 года Пикулин принимал участие во взятии Славянска. В июле-августе 2014 года участвовал в боях за Саур-Могилу. Участвовал в боях под Дебальцево.

### Политическая деятельность
Осенью 2014 года баллотировался в народные депутаты Украины по 103-му избирательному округу от «Народного фронта», где занял второе место, набрав 12,73 % голосов избирателей, проиграв кандидату от БПП. На выборах в Кировоградский областной совет 2015 баллотировался от партии «Солидарность». Беспартийный.

## Награды
19 июля 2014 года — «за личное мужество и героизм, проявленные в защите государственного суверенитета и территориальной целостности Украины, верность военной присяге во время русско-украинской войны, отмечен» — награждён орденом Богдана Хмельницкого III степени.
14 марта 2021 года ГО «Объединение добровольцев» наградило Виталия Пикулина «Орденом Добровольца».

## Видеография
| Год  | Название                                                 | Примечание |
| ---- | -------------------------------------------------------- | ---------- |
| 2021 | Об'єднання Добровольців: «Пікулін Віталій Володимирович» |            |